# Cuevas Bajas
Cuevas Bajas er en by og kommune i det sydlige Spanien i provinsen Málaga. Den har et indbyggertal på 1.341 (2024) indbyggere.